# Röderland
Röderland è un comune del Brandeburgo, in Germania.

Appartiene al circondario dell'Elba-Elster (targa EE).

## Storia
Il comune di Röderland fu creato il 26 ottobre 2003 dall'unione dei comuni di Haida, Prösen, Reichenhain, Stolzenhain an der Röder, Saathain e Wainsdorf, che ne divennero frazioni assieme a Würdenhain, già frazione di Haida.

## Geografia antropica

### Suddivisioni amministrative
Il territorio comunale comprende 7 centri abitati (Ortsteil):
- Haida
- Prösen
- Reichenhain
- Stolzenhain a. d. Röder
- Saathain
- Wainsdorf
- Würdenhain

## Società

### Evoluzione demografica
- Sviluppo della popolazione dal 1875 entro gli attuali confini (Linea Blu: Popolazione; Linea puntata: Confronto dello sviluppo della popolazione dello stato del Brandenburgo; Sfondo grigio: Ai tempi del governo nazista; Sfondo rosso: Al tempo del governo comunista)
- Sviluppo recente della popolazione (Linea blu) e previsioni

| Anno | Abitanti |
| ---- | -------- |
| 1875 | 2 267    |
| 1890 | 2 434    |
| 1910 | 2 900    |
| 1925 | 4 010    |
| 1933 | 4 702    |
| 1939 | 5 405    |
| 1946 | 6 964    |
| 1950 | 6 751    |
| 1964 | 5 929    |
| 1971 | 5 950    |
| 1981 | 5 542    |

| Anno | Abitanti |
| ---- | -------- |
| 1985 | 5 545    |
| 1989 | 5 431    |
| 1990 | 5 400    |
| 1991 | 5 244    |
| 1992 | 5 149    |
| 1993 | 5 181    |
| 1994 | 5 149    |
| 1995 | 5 145    |
| 1996 | 5 166    |
| 1997 | 5 172    |

| Anno | Abitanti |
| ---- | -------- |
| 1998 | 5 175    |
| 1999 | 5 104    |
| 2000 | 5 061    |
| 2001 | 5 011    |
| 2002 | 4 941    |
| 2003 | 4 844    |
| 2004 | 4 775    |
| 2005 | 4 705    |
| 2006 | 4 633    |
| 2007 | 4 551    |

| Anno | Abitanti |
| ---- | -------- |
| 2008 | 4 477    |
| 2009 | 4 403    |
| 2010 | 4 358    |
| 2011 | 4 200    |
| 2012 | 4 161    |
| 2013 | 4 072    |
| 2014 | 3 990    |
| 2015 | 3 957    |
| 2016 | 3 915    |
| 2017 | 3 897    |

| Anno | Abitanti |
| ---- | -------- |
| 2018 | 3 836    |

Fonti dei dati sono nel dettaglio nelle Wikimedia Commons..